# Chirodropus gorilla
Chirodropus gorilla é uma espécie de medusa cúbica da família Chirodropidae.